# Bilbao BBK Live
El Bilbao BBK Live és un festival de música celebrat a Bilbao, al recinte de Kobetamendi. La primera edició, celebrada el 2006, va ser promoguda per l'Ajuntament de Bilbao i la promotora musical Last Tour International. Després de l'èxit de la primera edició, la caixa d'estalvis Bilbao Bizkaia Kutxa (BBK) esdevingué patrocinador de l'esdeveniment.
Es tracta del primer festival d'aquest tipus i magnitud en la regió. En l'edició de 2011, per primer cop, en el festival hi van assistir més de 100,000 persones, el doble de l'assistència de l'any 2006. El festival de 2012 va generar un impacte econòmic d'uns 17.5 milions d'euros en la ciutat.
El festival va rebre una nominació al "Millor Festival Estranger" en els UK Festival Awards els anys 2010 i 2011, i pel "Millor Festival Europeu de mida mitjana" en els European Festivals Awards en tres anys consecutius, de 2009 a 2011.
En el festival han participat grups de gran renom internacional, com per exemple, Billy Talent, Bullet for My Valentine, My Chemical Romance, Rammstein, Red Hot Chili Peppers, Rise against, Crystal Fighters…